# THE YOKOHAMA FRONT
THE YOKOHAMA FRONT（ザ ヨコハマ フロント）は、神奈川県横浜市神奈川区鶴屋町にある複合施設。

## 概要

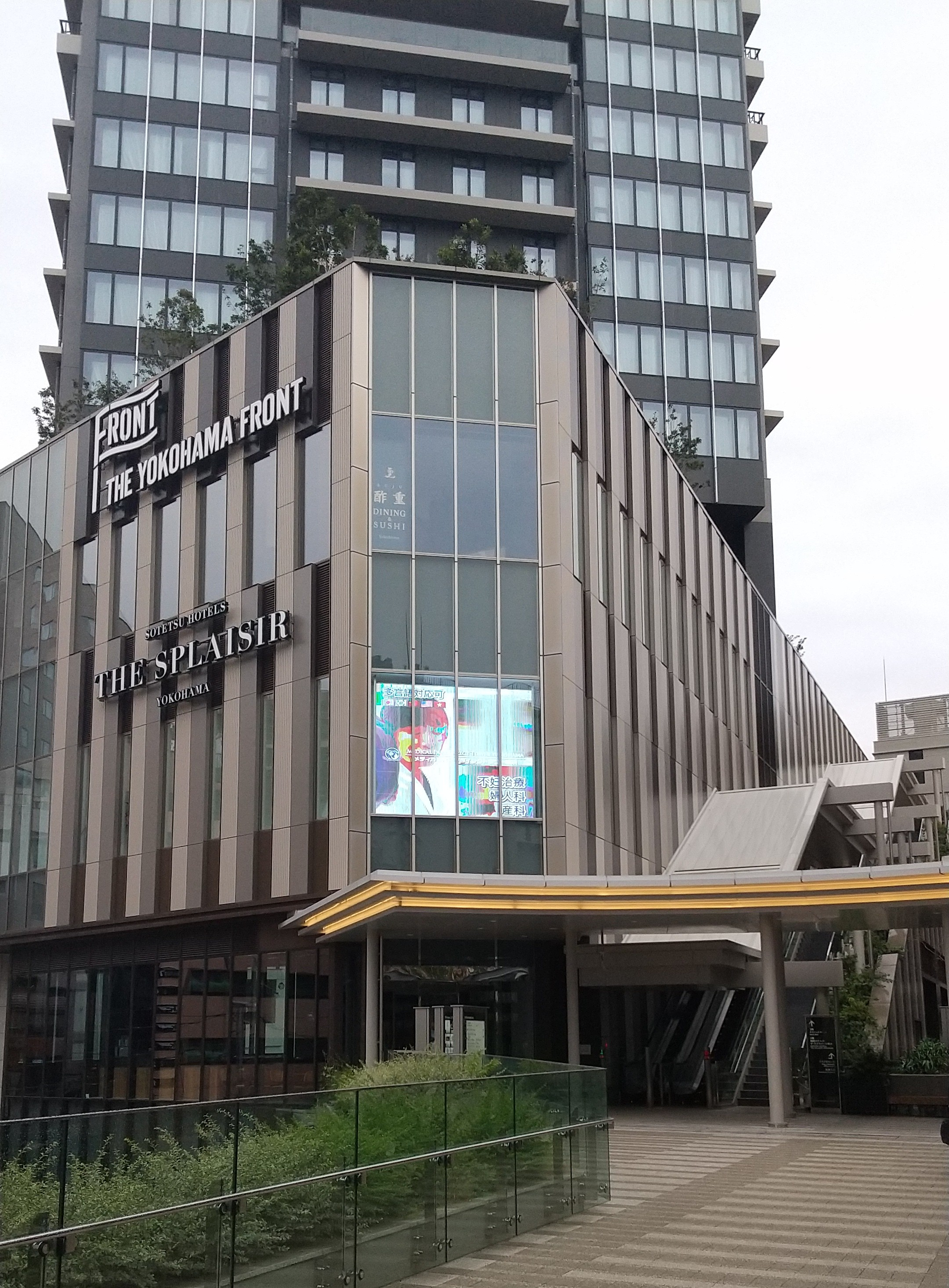
はまレールウォークからThe Yokohama Frontへの入口

全国初の国家戦略住宅整備事業による「横浜駅きた西口鶴屋地区第一種市街地再開発事業」として建設が進められた。2019年10月の着工後、2024年3月末に施設全体の竣工を迎えている。
事業の中核は横浜駅直結の地上43階建て（高さ178.43m）の超高層マンション「THE YOKOHAMA FRONT TOWER」（ザ・ヨコハマフロントタワー、うち住宅関連フロアは5階と13〜41階）である。分譲会社は相鉄不動産株式会社と東急株式会社。施工会社は大林組。総戸数は459戸。2023年12月に竣工し、2024年4月より入居が開始された。
超高層マンションのほか、低層階にはホテル・サービスアパートメント「相鉄ホテルズ ザ・スプラジール 横浜」（4階と6〜12階、同ブランドは日本国内初出店）や飲食店をメインとした商業エリア（1〜4階、3階は多言語対応クリニックモール・子育て支援施設〈保育園〉を開設）、最上階の42階には複合施設・ラウンジ「Vlag yokohama」（フラグヨコハマ）も併設され、一部フロアを除きいずれも2024年6月20日に開業している。